# Hármas szövetség (1882)
Hármas szövetségnek (németül: Dreibund, olaszul: Triplice alleanza) nevezik azt a katonai szövetségi megállapodást, amelyet 1882-ben Németország és az Osztrák–Magyar Monarchia kötött az Olasz Királysággal. Ténylegesen német–osztrák szövetséget jelentett, mert a harmadik szereplő, Olaszország hamarosan elsodródott tőlük, és az első világháború folyamán 1915-ben a németellenes táborban kötött ki.

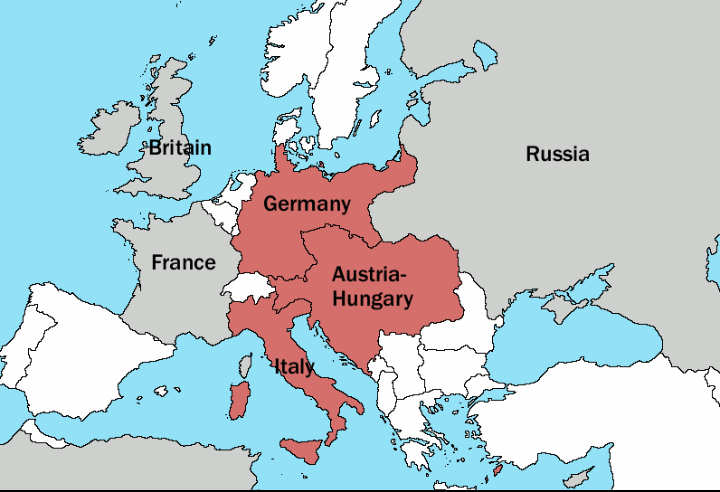
A Hármas szövetség tagjai

## Előzményei
Az ausztriai császár – magyar király, a német császár, valamint az orosz cár véglegesnek 1872 szeptember havától tekintetett, amikor az elől nevezett két uralkodó külügyminisztereik kíséretében I. Vilmos császár látogatására Berlinbe érkeztek és a külpolitikai ügyeket is tanácskozásaik körébe vonták.
A gyanakodó francia sajtó ebben az 1815. évi Szent Szövetség megújítását látta, mely a népszabadság, különösen pedig a köztársasági irány ellen alakult, és az új francia köztársaság szükségesnek hitte nagy hadi készületekkel védekezni. Valóban pedig nem volt egyéb, mint a három nagyhatalmasság egyetértése arra nézve, hogy a dolgoknak az 1866-os prágai és az 1871-es  frankfurti béke által keletkezett új rendjébe belenyugszanak, vagyis a létező állapotokat jogosaknak elismerik és a népek életének békés fejlődésére alapul fogadják, védelmezik. Egy nemét képezte tehát a békeszövetségnek, és így azt is magában foglalta, hogy se Franciaország törekvései a nevezett hatalmaknál támogatásra nem találnak, se pedig Oroszország nem fogja a keleti kérdést a szláv-törekvések szempontjából erőszakos megoldásra vezetni. De az 1878 nyarán Berlinben ülésező európai kongresszusnak a keleti ügyekben hozott határozataival az orosz társadalom fölötte elégedetlennek mutatkozott; a sajtó hangosan hirdette, hogy az orosz igények kellő méltatásban nem részesültek, és úgy látszott, hogy a cár is Franciaországhoz közeledik. Ez ismét a Német Birodalom és Ausztria-Magyarország szorosabb szövetkezését eredményezte Bécsben 1879-ben, amelyhez később, 1882-ben Olaszország is csatlakozott és a szövetség hármasra bővült.

## Tartalma
A 4. cikkely szerint ha bármelyik fél hadüzenetet küldene harmadik államnak, a másik szerződő fél jóindulatú semlegességet" vállal.
A szerződés 6. cikkelye kimondta a megállapodás teljes és szigorú titokban tartását.

## Románia csatlakozása
1883. október 18-án a Román Királyság titokban csatlakozott a hármas szövetséghez. Ebben szerepet játszott I. Károly román király családjának német kötődése és félelme egy orosz expanzió lehetőségétől. A délkelet-európai szövetségi kapcsolattól Károly országa hatalmi pozíciójának erősödését és Besszarábiára irányuló igényének támogatását várta. A titkos csatlakozási szerződésben, amelyről csak a király és legbizalmasabb munkatársai tudtak, az Osztrák–Magyar Monarchia és a Román Királyság kölcsönös segítséget ígértek egymásnak orosz, szerb vagy bolgár támadás esetére.

## Megszűnése és következményei
Az 1887. február 20-án, majd 1891-ben megújított hármas szövetség ellenében született meg 1893-ban az orosz–francia összefogás, majd az 1904-es entente cordiale (francia–angol szerződés), végül a hármas antant (az 1907-es angol–orosz megállapodás után).